# Wahlkreis Wales

Lage von Wales innerhalb des Vereinigten Königreiches

Der Wahlkreis Wales (walisisch Cymru) war einer der zwölf Wahlkreise im Vereinigten Königreich für die Europawahlen. Er existierte von 1999 bis 2020 und umfasste das gesamte Gebiet von Wales. 

## Geschichte
Zwischen 1979 und 1994 gab es anfangs vier, später fünf getrennte Wahlkreise für Wales, bei denen jeweils ein Abgeordneter nach dem Mehrheitswahlsystem in das EU-Parlament entsandt wurde. Im Zuge des European Parliamentary Elections Act 1999 wurden diese ersetzt durch einen einzelnen Wahlkreis mit zunächst fünf, seit 2004 vier zu wählenden Abgeordneten. Die Mandatsvergabe folgte dem Prinzip der Verhältniswahl unter Anwendung des D’Hondt-Verfahrens.
Im Zuge des Austritts des Vereinigten Königreichs aus der Europäischen Union wurde der Wahlkreis zum 31. Januar 2020 aufgelöst.

## Wahlergebnisse

### Vor 1999
| Abgeordnete in den einzelnen Wahlkreisen        | Abgeordnete in den einzelnen Wahlkreisen | Abgeordnete in den einzelnen Wahlkreisen | Abgeordnete in den einzelnen Wahlkreisen | Abgeordnete in den einzelnen Wahlkreisen |
| Wahlkreis                                       | 1979                                     | 1984                                     | 1989                                     | 1994                                     |
| ----------------------------------------------- | ---------------------------------------- | ---------------------------------------- | ---------------------------------------- | ---------------------------------------- |
| North Wales Gogledd Cymru                       | Beata Brookes Conservative/Ceidwadol     | Beata Brookes Conservative/Ceidwadol     | Joe Wilson Labour/Llafur                 | Joe Wilson Labour/Llafur                 |
| Mid and West Wales Canolbarth a Gorllewin Cymru | Ann Clwyd Labour/Llafur                  | David Morris Labour/Llafur               | David Morris Labour/Llafur               | Eluned Morgan Labour/Llafur              |
| South Wales East Dwyrain De Cymru Anm.          | Allan Rogers Labour/Llafur               | Llew Smith Labour/Llafur                 | Llew Smith Labour/Llafur                 | Glenys Kinnock Labour/Llafur             |
| South Wales De Cymru                            | Win Griffiths Labour/Llafur              | Win Griffiths Labour/Llafur              | Wayne David Labour/Llafur                | Wahlkreis aufgelöst                      |
| South Wales Central Canolog De Cymru            | Wahlkreis noch nicht existent            | Wahlkreis noch nicht existent            | Wahlkreis noch nicht existent            | Wayne David Labour/Llafur                |
| South Wales West Gorllewin De Cymru             | Wahlkreis noch nicht existent            | Wahlkreis noch nicht existent            | Wahlkreis noch nicht existent            | David Morris Labour/Llafur               |

### Ab 1999
| Abgeordnete des Wahlbezirks Wales/Cymru | Abgeordnete des Wahlbezirks Wales/Cymru | Abgeordnete des Wahlbezirks Wales/Cymru | Abgeordnete des Wahlbezirks Wales/Cymru                                    | Abgeordnete des Wahlbezirks Wales/Cymru                                    |
| 1999                                    | 2004                                    | 2009                                    | 2014                                                                       | 2019                                                                       |
| --------------------------------------- | --------------------------------------- | --------------------------------------- | -------------------------------------------------------------------------- | -------------------------------------------------------------------------- |
| Jonathan Evans Conservative/Ceidwadol   | Jonathan Evans Conservative/Ceidwadol   | Kay Swinburne Conservative/Ceidwadol    | Kay Swinburne Conservative/Ceidwadol                                       | James Wells Brexit Party                                                   |
| Eluned Morgan Labour/Llafur             | Eluned Morgan Labour/Llafur             | John Bufton UKIP                        | Nathan Gill UKIP (bis 2018), parteilos (2018–2019), Brexit Party (ab 2019) | Nathan Gill UKIP (bis 2018), parteilos (2018–2019), Brexit Party (ab 2019) |
| Glenys Kinnock Labour/Llafur            | Glenys Kinnock Labour/Llafur            | Derek Vaughan Labour/Llafur             | Derek Vaughan Labour/Llafur                                                | Jackie Jones Labour/Llafur                                                 |
| Jill Evans Plaid Cymru                  |                                         |                                         |                                                                            |                                                                            |
| Eurig Wyn Plaid Cymru                   | Sitz abgeschafft                        | Sitz abgeschafft                        | Sitz abgeschafft                                                           | Sitz abgeschafft                                                           |